# Серед акул
«Серед акул» (англ. Swimming with Sharks) — американський сатирична чорна комедія 1994 року режисера і сценариста Джорджа Хуанга. У головних ролях Кевін Спейсі, Френк Вейлі та Мішель Форбс.

## Сюжет
Бадді Акерман, впливовий кіномагнат, наймає наївного молодого сценариста Ґая своїм асистентом. Ґай, який щойно закінчив кіношколу, вважає, що його нова робота — чудовий шанс. Незважаючи на застереження Рекса, попереднього асистента, який за роки під керівництвом Бадді встиг зачерствіти, — Гай зберігає оптимізм.
Бадді виявляється справжнім тираном: він поводиться з Ґаєм, як з рабом, піддає його садистським (і публічним) словесним образам і змушує виконувати безглузді доручення, які виходять за рамки робочих обов'язків. Ґай принижений і змушений терпіти його знущання. Єдиною розрадою для Ґая є його нова дівчина Дон, продюсерка у фірмі Бадді. Коли Бадді в телефонній розмові звільняє Ґая, той нарешті зривається і бере колишнього боса в заручники. Він зв'язує Бадді і піддає його жорстоким побиттям та тортурам. Згодом, через помилку з функцією утримання дзвінків на телефоні Бадді, Ґай чує, як Бадді та Дон домовляються про побачення.
Потрапивши у владу Ґая, Бадді вперше відкриває в собі людську, вразливу сторону. Він розповідає Ґаю, що його дружину застрелили, зґвалтували і вбили на Святвечір дванадцять років тому, а також про те, що сам колись був помічником сильних і тиранічних чоловіків, над яким знущалися, і витратив десять років на те, щоб змиритися з цим, аби самому досягти успіху. Він також розповідає, що знущання над Гаєм були його способом навчити хлопця, що свій успіх він повинен заслужити. Дон приїжджає на місце події і застає Ґая, який цілиться в обличчя Бадді з пістолета і наполягає, що вона погодилася зустрічатися з Бадді лише для того, щоб допомогти Ґаю в його кар'єрі. Дон благає Ґая опустити пістолет, на що Бадді відповідає, що він повинен натиснути на курок, щоб просунутися в бізнесі. Після хвилини нерішучості Бадді кричить Ґаю, щоб той стріляв, що той і робить.
З'ясовується, що Ґай убив Дон, яку звинувачують у викраденні та катуванні Бадді, після чого його підвищили в посаді. Пізніше Ґай холоднокровно наказує колишньому колезі з'ясувати, чого він насправді хоче, а потім зробити все, щоб отримати це, повторюючи те, що Бадді неодноразово говорив Ґаю. Побитий Бадді проходить повз офіс Ґая, зустрічається з ним поглядом і мовчки жестом запрошує його до свого кабінету на зустріч. Ґай вибачається і заходить до кабінету Бадді, ігноруючи його телефонний дзвінок. Бадді зачиняє двері свого кабінету, коли повз нього проходять інші працівники.

## Акторський склад
| Актор             | Роль          |
| ----------------- | ------------- |
| Кевін Спейсі      | Бадді Акерман |
| Френк Вейлі       | Ґай           |
| Мішель Форбс      | Дон Локард    |
| Бенісіо дель Торо | Рекс          |
| T.E. Russell      | Фостер Кейн   |
| Рой Дотріс        | Сайрус Майлз  |
| Патрік Фішлер     | Мо            |
| Джеррі Лівайн     | Джек          |

## Виробництво
Джордж Хуанг вирішив написати сценарій після розмови з Робертом Родрігесом. Родрігес перебував у Лос-Анджелесі після того, як його фільм «El Mariachi» привернув увагу Sony Pictures, де він подружився з Хуангом. Хуанг розповів Родріґесу про свої розчарування у кіно і думав зібрати історії друзів, які працюють на впливових голлівудських керівників, а також історії, засновані на його власному досвіді роботи асистентом, у книгу під назвою «Stories from Hollywood Hell». Родріґес заохотив його звільнитися з Sony і займатися письменницькою діяльністю на повну ставку, щоб Хуанг міг написати сценарій і поставити його сам.
Сценарій Хуанга «Reel Life», що з'явився в результаті, підхопив керівник Cineville Френк Еверс, який залучив фінансування від незалежних інвесторів і значну виробничу підтримку від Sony Pictures Entertainment. Згодом фільм було продано компанії Trimark Pictures (пізніше, у 2000 році, його придбала Lionsgate).
Хоча сам Джордж Хуанг працював асистентом Баррі Джозефсона, який на той час був старшим віце-президентом з розвитку Sony Pictures, дехто припускає, що персонаж Бадді був натхненний реальним кіномагнатом Скоттом Рудіном, тоді як інші припускають, що він заснований на продюсері Джоелі Сілвері, а Ґай — на Алані Шехтері, асистенті Сілвера на початку 1990-х років.
Режисер, якого наймає Бадді у фільмі, Фостер Кейн, названий на честь персонажа Орсона Веллса у фільмі «Громадянин Кейн» 1941 року, Чарльза Фостера Кейна.

## Випуск
Прем'єра відбулася 10 вересня 1994 року на Міжнародному кінофестивалі у Торонто. У прокат фільм вийшов 21 квітня 1995-го.
«Серед акул» був випущений на DVD компанією Lionsgate 12 серпня 1998 року. До десятої річниці фільму Lionsgate випустила спеціальне видання DVD 7 червня 2005 року. Спеціальне видання містить аудіокоментарі Хуана, Вейлі та Спейсі, а також документальні фільми, зокрема «Back to the Tank: 10 Years Later» — ретроспективний матеріал про створення фільму.
Стрічка була випущена на Blu-ray 19 липня 2021 року британською компанією Fabulous Films.

## Відгуки
На Rotten Tomatoes фільм має рейтинг схвалення 76% на основі відгуків 38 критиків. У консенсусі на сайті зазначено: "«Серед акул» — це розумна, нещадна голлівудська сатира, похмуро смішна і спостережлива, завдяки Кевіну Спейсі в ролі безжального студійного магната Бадді Аккермана". На Metacritic він має оцінку 66% на основі відгуків 14 критиків, що означає «загалом сприятливі відгуки».
Особливо високо оцінили гру Спейсі. Оуен Глейберман з Entertainment Weekly писав: "Продюсер у ролі мегаломаніакального горлоріза — диявола з мобільним телефоном — вже став стандартною фігурою голлівудської сатири. Але Кевін Спейсі виводить цього архетипного придурка на новий рівень тиранічної бравади у надзвичайно огидному «Серед акул»". Глейберман додав, що персонаж Ґая потребує більшої конкретизації, і зрештою поставив фільму оцінку B.
Роджер Еберт дав фільму три з чотирьох зірок. Хоча Еберт вважав фінал неправдоподібним, він казав: "Найкраще у «Серед акул» те, як Ґай розвиває навички телефонної розмови та брехні, або як Бадді маніпулює телефонами. Зрештою, Ґай отримує від Бадді найбільший урок, і в похмурому гуморі цієї логіки фільм знаходить своє завершення". Еберт підсумував, що "сюжет фільму може бути переписаний, а кінцівка може бути не надто задовільною, але око і вухо [Хуана] мають рацію. У Голлівуді, де влада є найвищим афродизіаком, вона також є найкращим виправданням майже для будь-якої мислимої поведінки. Впливові керівники, агенти та зірки поводяться так, як вони поводяться — тому що вони можуть. Хуан знаходить у цій ситуації неабиякий гумор і, якщо не помиляюся, трохи тихої гіркоти".
Багато хто відзначив, що фільм відсилає до голлівудської сатири «Гравець», яка дебютувала двома роками раніше.
Фільм набув нового значення у 2017 році, коли стали відомі випадки зловживань і сексуальних домагань з боку Гарві Вайнштейна, а рух MeToo став вірусним, на додачу до звинувачень у неправомірних діях самого Спейсі та голлівудського продюсера Скотта Рудіна, про якого повідомлялося, що він зловживав своїми підлеглими.

## Нагороди і номінації
У 2003 персонаж Бадді Акерман, якого зіграв Кевін Спейсі, розглядався Американським інститутом кіномистецтв як один з 400 варіантів у номінації «50 найкращих лиходіїв за останні 100 років», проте не потрапив до фінального списку.
| Рік  | Нагорода                             | Категорія                            | Номінант     | Результат |
| ---- | ------------------------------------ | ------------------------------------ | ------------ | --------- |
| 1995 | Deauville Film Festival              | Нагорода критиків                    | Джордж Хуанг | Перемога  |
| 1995 | Deauville Film Festival              | Спеціальний приз                     | Джордж Хуанг | Номінація |
| 1995 | Асоціація кінокритиків Лос-Анджелеса | Найкращий актор другого плану        | Кевін Спейсі | Номінація |
| 1995 | Спільнота кінокритиків Нью-Йорка     | Найкращий актор другого плану        | Кевін Спейсі | Перемога  |
| 1995 | Міжнародний кінофестиваль у Сіетлі   | Найкращий актор                      | Кевін Спейсі | Перемога  |
| 1996 | Вибір критиків                       | Найкраща чоловіча роль другого плану | Кевін Спейсі | Перемога  |
| 1996 | Незалежний дух                       | Найкраща чоловіча роль               | Кевін Спейсі | Номінація |
| 1996 | Національна спілка кінокритиків США  | Найкраща чоловіча роль другого плану | Кевін Спейсі | Номінація |

## Сценічні адаптації
Світова прем'єра сценічної адаптації, написаної Майклом Лесслі, відбулася в лондонському театрі «Водевіль» у жовтні 2007 року. У п'єсі зіграли Крістіан Слейтер у ролі Бадді, Метт Сміт у ролі Ґая, Артур Дервіл у ролі Рекса і Гелен Бексендейл у ролі Дон. Номінант на премію «Оскар» Деміан Бічір відкрив іспанську версію п'єси у Мехіко в січні 2012 року.
Сінгапурська театральна компанія PANGDEMONiUM! представила виставу в Сінгапурі в Драматичному центрі з 20 вересня по 7 жовтня 2012 року.

## Телевізійна адаптація
У 2022 році телеадаптація, написана Кетлін Робертсон, вийшла на каналі The Roku Channel. У головних ролях — Діане Крюгер і Кірнан Шипка.